# Египтология
Египтологията (от гръцки Аιγυπτος – Египет и λογος – слово, наука, дума, означава буквално „наука за Египет“) се занимава по-скоро с историята на Древен Египет, отколкото със съвременната му история. Учените, които изучават Древен Египет се наричат египтолози (ед.ч. египтолог).
Египтологията е сравнително млада наука, за нейно начало се приема 1822, през която Жан Франсоа Шамполион, открива начин за разчитането на древноегипетските йероглифи. Противно на общоприетото, именно епиграфските проучвания, позволяват на човечеството, да погледне подробно в историята, начина на живот, религията и възприятието за околния свят, на древния египтянин. Интересно е да се отбележи, че допреди разчитането на йероглифите, всичката налична информация за Древен Египет, се е състояла в съчиненията на антични автори, като Страбон, Диодор Сицилииски, Херодот и др. Тези автори недвусмислено подкрепят факта, че египетските йероглифи представляват фонетична писменост, въпреки което в Европа се появяват предложения, че тези знаци представляват някакъв тип пиктографска писменост или дори, че са просто декоративни орнаменти. Така или иначе, пробивът на Шамполион и добросъвестното преписване на древни текстове от някои египтолози, като Лепсиус предоставят възможността на работещите с писмеността да се запознаят от първа ръка с паметниците и да прочетат това, което самите древни египтяни са написали за себе си. А то е толкова много и в толкова различни аспекти, че за сам човек е невъзможно да се запознае с всички писмени паметници от древен Египет. Основната писмена информация е от заупокоен характер, тя не е исторически насочена, ако не се считат автобиографиите на починалите, поради, което в повечето случаи засяга съвсем бегло, съществените исторически моменти. Въпреки фрагментарността и обаче, египтолозите успяват да съберат, предоставената информация от различни, древни паметници и да сглобят някаква, макар и сравнително кратка, но поне „от първа ръка“ информация за важните исторически събития. Извлечените по този начин знания са в основата на днешното ни възприятие и разбиране за тази толкова древна цивилизация.
Известни египтолози са: Жан-Франсоа Шамполион, О.Мариет, Джовани Батиста Белцони, Алън Гардинер, Карл Ричард Лепсиус, Хауърд Картър, Захи Хавас, Васил Добрев, Ричард Паркър, Флиндерс Петри.

## Египтология в България
За основател на египтологията в България се смята Сергей Игнатов, който завършва Ленинградския държавен университет през 1985, след което специализира в All Souls College в Англия и по-късно става министър на образованието на България през периода от 2009 до 2013 г. Неговата научна дейност, свързана с развитието на египтологията в България, довежда до създаването на такава специалност в частния Нов български университет, където и сега се изучават бъдещите български египтолози. Други пионери в развитието на египтологията в България са Теодор Леков и Емил Бузов, автори на не малко трудове свързани с древен Египет, на български език и на достъпни цени по книжарниците в странта.

## За други статии по темата
- Портал:Египтопедия